# Forward guidance
La forward guidance est un outil utilisé par les banques centrales afin d'influer sur les anticipations des agents économiques. Lorsque la politique monétaire ne suffit plus pour influer sur le système économique, les banques centrales jouent de leur communication vis-à-vis de la population et des investisseurs pour influer sur leurs prises de décision. La forward guidance a montré son importance dans le cadre de la manipulation indirecte des taux d'intérêt. Il s'agit d'une politique monétaire non conventionnelle.

## Concept
La forward guidance est le nom donné à la communication, par une banque centrale, sur l'évolution probable de sa politique monétaire. Cette communication est d'une grande importance car elle est utilisée par les agents économiques (épargnants, entreprises, investisseurs, ...) pour prendre des décisions. Ainsi, les orientations prospectives sur les politiques futures peuvent influencer les conditions financières et économiques actuelles.
Cette politique non conventionnelle peut prendre plusieurs formes. Lorsque la banque centrale se montre particulièrement explicite, donnant des indications chiffrées sur les objectifs qui seront tenus, on parle de guidance prospective oddysséenne (Odyssean forward guidance). Lorsque la banque centrale se montre plus souple et moins contraignante, on parle alors de Delphic forward guidance. La Réserve Fédérale américaine pratique plutôt la forward guidance oddysséenne, là où la Banque du Japon se base plus généralement sur des instructions conditionnelles.
La guidance prospective est en rupture radicale avec les pratiques de communication des banques centrales traditionnelles. Montagu Norman, qui gouvernait la Banque d'Angleterre dans les années 1920, considérait que sa communication devait être « never explain, never excuse » (ne jamais s'expliquer, ne jamais s'excuser) ; Alan Greenspan a, par une phrase devenue célèbre, affirmé que « si vous pensez que vous avez compris ce que j'ai dit, c'est que je me suis mal exprimé ». Cela a changé, notamment avec la crise de 2008 : dans une étude d'Emmanuel Carré (2015) sur la communication des banques centrales entre 1999 et 2014, il montre que les pics de communication (en nombre d'interviews et de pages de texte publiées) ont lieu lors des crises économiques.
Plusieurs études a posteriori montrent que la communication d'une banque centrale, le ton qui a été emprunté par cette dernière et les informations qui ont été publicisées, ont pu fortement influer sur le comportement des investisseurs et sur les marchés.

## Histoire
Les banques centrales n'ont pas été, historiquement, transparentes dans leurs prises de décision. La politique monétaire a longtemps été considérée comme un domaine abscons et ne relevant pas des débats parlementaires. Ainsi, le directeur du Trésor français Philippe Jurgensen écrit en 1985, avec son adjoint Daniel Lebègue, que la politique monétaire se compose de « mesures discrètes,  destinées aux initiés, et ne nécessitant aucun affrontement avec le  Parlement, les syndicats ou les organismes professionnels ». 
La politique de communication de la Réserve Fédérale Américaine a évolué au fil du temps. Si la politique actuelle est connue sous le nom forward guidance, elle est pratiquée depuis les années 1950 par intermittence. On trouve ainsi des traces de forward guidance dans les années 1970 et 1980 lors d'épisodes de crises qui obligent les banques centrales à agir sur les anticipations des agents.
L'officialisation de la forward guidance comme politique explicite date des années 1990. À partir de 1994, les décisions des réunions prévues ont été annoncés au public dans un délai de quelques minutes à 2h14 du matin (heure européenne). Avant 1994, les décisions de politique monétaire n'étaient pas annoncées, et les investisseurs devaient indirectement les déduire à travers la taille et le type des opérations d'open market dans les jours suivant chaque réunion. Dans le contexte actuel, c'est ce qui pourrait être appelé reverse guidance. La politique de forward guidance est apparue dans le début des années 2000. Cela a apparemment abouti à un market timing de la stratégie, utilisé depuis 1994, où l'indice S&P500 a en moyenne augmenté de 49 points de base dans les 24 heures avant l'annonce de la tenue de la réunion de la FOMC.  
Ces rendements ne reviendront pas dans les jours de négociations qui suivront, et en ordre de grandeur ceux-ci seront en dehors de la limite pre-FOMC 24h avant. En conséquence, environ 80 % du montant annuel a réalisé un excès de rendements boursiers depuis 1994, et ceux-ci sont comptabilisés à la pré-annonce de la dérive de la FOMC. De plus, environ la moitié de l'excédent de rendement boursier réalisé entre janvier 1980 et mars 2011 a été gagné au cours de la pré-FOMC alors qu'il n'existe aucune preuve du retour de la pré-ouverture avant 1980. La dérive est généralement indépendante sur le plan macro-économique de l'État, des tendances du marché ou des mesures prises par la FOMC.
Une étude de la Banque de France réalisée en 2021 montre les effets de la communication de la Banque centrale européenne, ou de son absence de communication, sur la confiance qui est apportée à la banque par les individus.